# Richard Igbineghu
Richard Igbineghu, född den 21 april 1968 i Ibadan, Nigeria, är en nigeriansk boxare som tog OS-silver i supertungviktsboxning 1992 i Barcelona. I finalen förlorade han mot kubanen Roberto Balado med 2-13.